# Engyprosopon annulatus
Engyprosopon annulatus es una especie de pez de la familia Bothidae en el orden de los Pleuronectiformes.

## Hábitat
Es un pez de mar. Se encuentra a una profundidad de entre 32 y 36 m.

## Distribución geográfica
Se encuentra en las  costas del Mar de Timor.